# Berberidopsis beckleri
Espèce
Berberidopsis beckleri est une espèce de plantes à fleurs de la famille des Berberidopsidaceae. C'est une plante grimpante originaire des forêts tropicales fraîches de l'Est de l'Australie,. Son nom commun est vigne à ruban montagnard. Ferdinand von Mueller a décrit la plante comme étant Streptothamnus beckleri, provenant des collections de Clarence River.
Berberidopsis beckleri est l'une des trois espèces de la famille des Berberidopsidaceae,. La famille des Berberidopsidaceae appartient avec les Aextoxicaceae, famille monotypique, à l'ordre des Berberidopsidales,. Cette plante, est inhabituelle pour les eudicots principaux.
Cette espèce a été décrite en 1862 sous le basionyme Streptothamnus beckleri par Ferdinand von Mueller. Cependant, en 1984, Jan Frederik Veldkamp (d) a déplacé l'espèce vers Berberidopsis sur la base de fortes similitudes pour l'anatomie des graines, du pollen et du bois, qui sont clairement différents chez Streptothamnus moorei,.

## Description
Berberidopsis beckleri pousse comme une vigne. De nouvelles pousses sont produites chaque année qui contribuent au développement des fleurs à l'aisselle des feuilles avant qu'elles ne se transforment en végétative et produisent des tiges.
Les fleurs de Berberidopsis ont une phyllotaxie en spirale et il est difficile de distinguer les bractées, les sépales et les pétales. Les fleurs semblent séparées de tout le reste et dépendent de longs pédicelles dans l'aisselle d'une feuille ovale,. Elles présentent une perte progressive de la pigmentation rouge de l'extérieur vers les parties intérieures du périanthe.
Les fleurs présentent un périanthe disposé en spirale, dont la taille augmente des bractées jusqu'aux tépales.
Les pétales sont le nombre de parties du périanthe incluant les bractées qui varie entre 13 et 16. Ils ont un sommet tronqué.
Les tépales pétaloïdes internes sont plus grands que les tépales externes. Ce type de tépale crée une forme renflée qui renferme les organes sexuels des plantes. Les étamines sont disposées en une seule séquence avec des filaments qui soutiennent les anthères. Le nombre d'étamines varie entre 11 et 13,. Les étamines sont entourées d'un disque nectaire crénelé.
L'ovaire est elliptique, avec un style massif et un stigmate en forme de lobe vert.
Les feuilles sont simples, ovales à larges-ovales, alternes, à nervures palmées,. Elles mesurent généralement de 3 à 6 cm de long. Les feuilles sont douces et fines, avec une structure velue en la veine médiane et les veines inférieures. Les fruits se développent en baies entourées d'un disque persistant de style et de stigmate,. Leur couleur va du rouge au noir. Ils produisent généralement entre 100 et 200 graines.

## Répartition
Berberidopsis beckleri se rencontre au Queensland et en Nouvelle-Galles du Sud, en Australie,. Avec le genre australien monotypique Streptothamnus, Berberidopsis constitue la famille des Berberidopsidaceae

### Habitat
Ce type de plantes pousse et se répartit dans les forêts tropicales plus fraîches, par exemple au nord de la région du Barrington Tops.

## Systématique
Le nom correct complet (avec auteur) de ce taxon est Berberidopsis beckleri (F.Muell.) Veldkamp.
L'espèce a été initialement classée dans le genre Streptothamnus sous le basionyme Streptothamnus beckleri F.Muell..
Berberidopsis beckleri a pour synonyme :
- Streptothamnus beckleri F.Muell.

### Étymologie
Le nom de genre Berberidopsis « qui ressemble à Berberis » du nom de genre Berberis » et du grec -opsis « vue, apparence »,